# Kellita Smith
Kellita Smith (Chicago, 15 de gener de 1969) és una actriu i model americana, coneguda per la seva interpretació com a Wanda McCullough en la comèdia The Bernie Mac Show (2001-2006).

## Biografia
Smith va néixer a Chicago, Illinois i va créixer a Oakland. De jove va treballar com a model i va començar la seva carrera en escena en unes produccions regionals de Tell It Like It Tiz. Altres obres teatrals inclouen les produccions de Los Angeles de No Place to be Somebody al K.C. Theate Company, Feelings (The Hudson Teatre) on va guanyar un Premi NAACP de Teatre per la Millor Actriu secundària el 1996, The Thirteenth Thorn (Teatre Complex) on va ser nomenada per un Premi NAACP de Teatre per la millor Actriu, i One Woman Two Lives, que va ser estrenada al The Imagined Life Theater el juliol de 2009.
A la televisió, Smith va fer el debut en un episodi de In Living Color  i després com a actriu convidada a Living Single, Moesha, The Parkers i NYPD Blue. Va tenir papers recurrents a Martin, Sister, Sister, Malcolm & Eddie i a The Jamie Foxx Show. El 2001 va participar en la comèdia de la Fox la costat de Bernie Mac que va durar cinc temporades, de 2001 a 2006. Va ser nomenada quatre vegades per un Premi NAACP d'Imatge pel seu paper com a Wanda McCullough a The Bernie Mac Show. Smith va treballar amb Mo'Nique al film Hair Show (2004) i més tard va aparèixer a Fair Game, King's Ransom, Roll Bounce i Three Can Play that game. El 2012 va retornar a televisió amb el paper de Primera Dama Katherine Johnson en la comedia The First Family. El 2014, Smith va interpretar Roberta Warren en la sèrie post-apocaliptica del canal Syfy, Z Nation. En aquest paper, també va aparèixer a Sharknado 3: Oh Hell No! el 2015.

## Filmografia

### Pel·lícules
| Any  | Títol                            | Paper                        | Notes           |
| ---- | -------------------------------- | ---------------------------- | --------------- |
| 1994 | House Party 3                    | Girl in Yellow & Black Dress | Uncredited      |
| 1995 | The Crossing Guard               | Tanya                        |                 |
| 2000 | Retiring Tatiana                 | CeCe                         |                 |
| 2000 | Masquerade                       | Monica                       | Television film |
| 2001 | Kingdom Come                     | Bernice Talbert              |                 |
| 2004 | Hair Show                        | Angela Whittaker             |                 |
| 2005 | Fair Game                        | Cheryl                       |                 |
| 2005 | King's Ransom                    | Renee King                   |                 |
| 2005 | Sobre rodes (Roll Bounce)        | Vivian                       |                 |
| 2007 | Three Can Play That Game         | Carla                        |                 |
| 2007 | Feel the Noise                   | Tanya                        |                 |
| 2010 | Conspiracy X                     | Justice Jackie Woods         |                 |
| 2010 | From Cape Town with Love         | Marsha                       | Short film      |
| 2011 | She's Not Our Sister             | Vivian                       | Television film |
| 2012 | Gang of Roses 2: Next Generation | Madame L                     |                 |
| 2013 | The Love Section                 | Pat Darden                   |                 |
| 2014 | Imperial Dreams                  | Tanya                        |                 |
| 2014 | The Choir Director               | Anita Emerson                |                 |
| 2015 | A Deadly Adoption                | Officer F. Mason             | Television Film |
| 2015 | Sharknado 3: Oh Hell No!         | Sergeant Roberta Warren      | Television Film |
| 2015 | The Preacher's Son               | Anita Emerson                |                 |
| 2015 | The Man in 3B                    | Det. Anderson                |                 |

### Televisió
| Any          | Títol                        | Paper                        | Notes |
| ------------ | ---------------------------- | ---------------------------- | --- |
| 1993         | In Living Color              | Episodi: "Dirty Little Dick" | |
| 1993         | Living Single                | Susan                        | Episodi: "A Kiss Before Lying" |
| 1994         | Hangin' with Mr. Cooper      | Jaclyn                       | Episodi: "Clothes Make the Man" |
| 1994–1995    | Martin                       | Tracy                        | paper recurrent, 10 episodis |
| 1995         | Sister, Sister               | Tonya                        | paper recurrent, 3 episodis |
| 1996         | The Wayans Bros.             | Claire                       | Episodi: "Hearts and Flowers" |
| 1996         | Dangerous Minds              | Dominique                    | Episodi: "Hair Affair" |
| 1996         | Moesha                       | Melba                        | Episodi: "Women Are from Mars, Men Are from Saturn" |
| 1997         | High Incident                | Episodi: "Remote Control"    | |
| 1997         | Malcolm & Eddie              | Danielle                     | paper recurrent, 4 episodis |
| 1997         | The Parent 'Hood             | Sheila                       | Episodi: "Zaria Peterson's Day Off" |
| 1997–1999    | The Jamie Foxx Show          | Cherise                      | paper recurrent, 7 episodis |
| 1999         | The Steve Harvey Show        | Ava Whitley                  | Episodi: "Little Stevie Blunder" |
| 1999         | The Parkers                  | Valerie Maxwell              | Episodi: "And the Band Plays On" |
| 2000         | For Your Love                | Sophia                       | Episodi: "The Special Delivery" |
| 2001         | Nash Bridges                 | Regina Adams                 | Episodi: "Kill Joy" |
| 2001         | NYPD Blue                    | Mrs. Childs                  | Episodi: "Under Covers" |
| 2001–2006    | The Bernie Mac Show          | Wanda McCullough             | Series regular, 104 episodis Nominació — Premi NAACP d'Image Outstanding Actress in a Comedy Series (2003-2005) Nominació— NAACP Image Award for Outstanding Supporting Actress in a Comedy Series (2006) Nominació— BET Comedy Award for Outstanding Lead Actress in a Comedy Series (2004-2005) |
| 2012–2013    | The First Family             | First Lady Katherine Johnson | Series regular, 36 episodes Nominated — NAACP Image Award for Outstanding Actress in a Comedy Series (2013) |
| 2014–present | Z Nation                     | Lieutenant Roberta Warren    | Main Role |
| 2017         | Teenage Mutant Ninja Turtles | TBA                          | Episodi: TBA |